# Geografia das Ilhas Cook

Localização das ilhas Cook

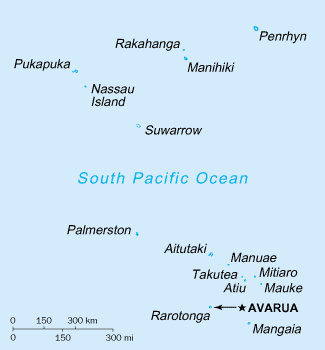
Mapa das ilhas Cook

As Ilhas Cook são um arquipélago situado no Pacífico Sul, com uma área de 236 km², a 2.700 km a nordeste da Nova Zelândia. O país é composto por 15 ilhas, estendidas em uma superfície marítima de 2 milhões de km². Divide-se em dois grupos: as ilhas do norte são seis pequenos atóis coralinos, baixos e áridos, com área total de 25 km²; as do sul são oito ilhas vulcânicas mais extensas, altas e férteis (211 km²).
A capital Avarua fica na maior ilha, Rarotonga (67 km²). No final do século passado e início deste século, a ilha, em média a cada cinco anos, tem sofrido secas gravíssimas.

## Caracterização geográfica

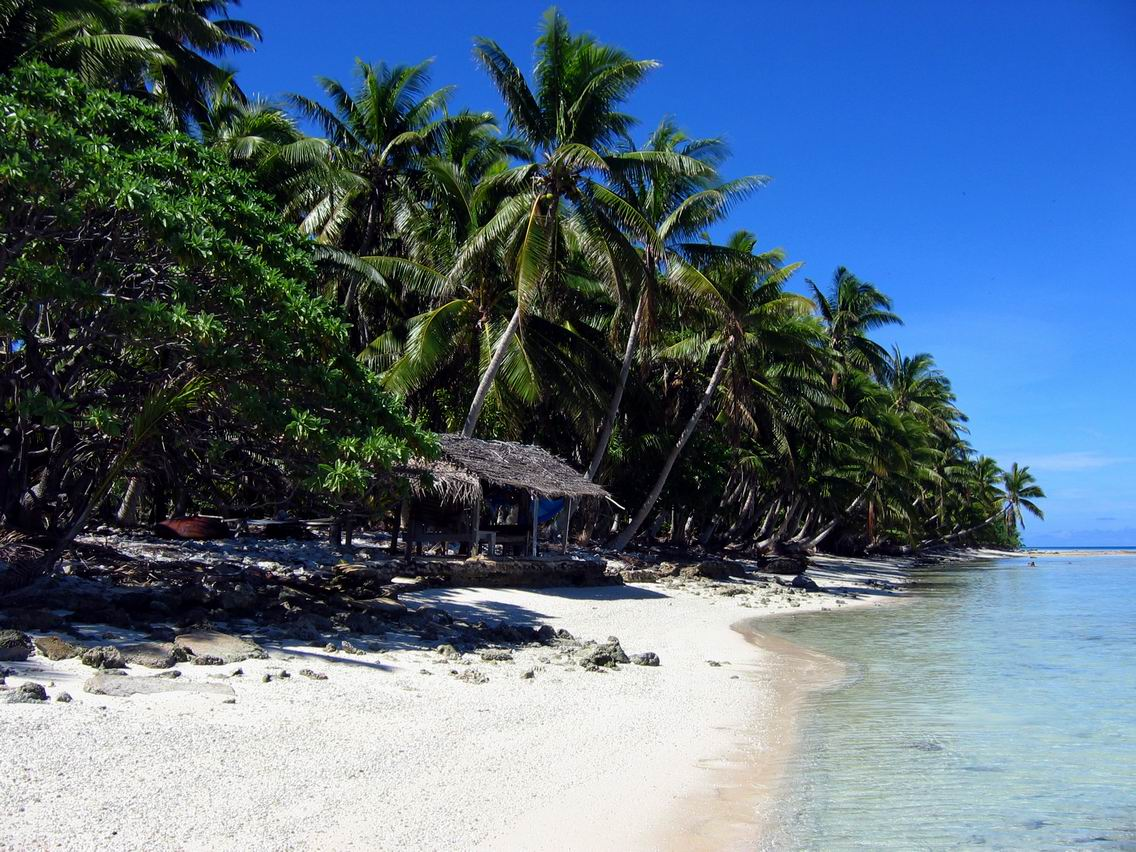
Ilhéu Anchorage, atol de Suwarrow

As Ilhas Cook podem dividir-se em dois grupos.

## Ilhas Cook Meridionais
- Aitutaki
- Atiu
- Mangaia
- Manuae
- Mauke
- Mitiaro
- Ilha Palmerston
- Rarotonga (capital)
- Takutea

## Ilhas Cook Setentrionais
- Manihiki
- Nassau
- Penrhyn também chamada Tongareva ou Mangarongaro
- Pukapuka
- Rakahanga
- Suwarrow

## Localização
Na Oceania, formam um grupo de ilhas do sul do Oceano Pacífico, a meio caminho entre Havai e Nova Zelândia.
Coordenadas geográficas
21° 14′ S, 159° 46′ O
Continente
Oceania
Área
- Total: 240 km²
- Tierra: 240 km²
- Agua: 0 km²

Área - comparativa
1,3 vezes a área de Washington, DC
Fronteiras terrestres
0 km
Linha de costa
120 km
Reivindicações marítimas
- Plataforma continental: 200 milhas náuticas
- Área económica exclusiva: 200 milhas náuticas
- Mar territorial: 12 milhas náuticas

Clima
Tropical; moderado por ventos
Terreno
Atóis de coral de pouca altitude no norte; Ilhas vulcânicas no sul
Extremos altimétricos
- Ponto mais baixo: Oceano Pacífico 0 m
- Ponto mais elevado: Te Manga 652 m

Recursos naturais
Escassos
Uso da terra
- Arável: 9%
- Cultivos permanentes: 13%
- Pastos: 0%
- Bosques: 0%
- Outros: 78% (1993 est.)

Terra irrigada
NA km²
Riscos
Tufões (de novembro a março)
Meio ambiente- acordos internacionais
- Parte de: Biodiversidade, Alterações climáticas, Desertificação, Lei do Mar
- Assinados, e ainda por ratificar: Protocolo de Quioto